# Hypomicrogaster
Hypomicrogaster is een geslacht van insecten uit de orde vliesvleugeligen (Hymenoptera) en de familie schildwespen (Braconidae).

## Soorten
Deze lijst van 23 stuks is mogelijk niet compleet.
- H. acarnas Nixon, 1965
- H. acontes Nixon, 1965
- H. apollion Nixon, 1965
- H. diaphaniae (Muesebeck, 1958)
- H. ecdytolophae (Muesebeck, 1922)
- H. ecus Nixon, 1965
- H. fomes Nixon, 1965
- H. gerontius Nixon, 1965
- H. helle Nixon, 1965
- H. hypsipylae de Santis, 1972
- H. imitator (Ashmead, 1900)
- H. irates Nixon, 1965
- H. jocarae (Muesebeck, 1958)
- H. laurae (de Saeger, 1944)

- H. libanius Nixon, 1965
- H. loretta Nixon, 1965
- H. metris Nixon, 1965
- H. moscus Nixon, 1965
- H. nephta Nixon, 1965
- H. solox Nixon, 1965
- H. tydeus Nixon, 1965
- H. vacillatrix (Wilkinson, 1930)
- H. zonaria (Say, 1836)